# Đường Trường Sơn Đông
Đường Trường Sơn Đông là một tuyến đường đang được xây dựng có điểm đầu tại thị trấn Thạnh Mỹ, Nam Giang, Quảng Nam và điểm cuối tại cầu Suối Vàng (Đà Lạt, Lâm Đồng). Đường được xây dựng dựa trên cơ sở của tuyến Z114 cũ trong thời kỳ Chiến tranh Việt Nam, chủ yếu nằm trên sườn Đông của dãy Trường Sơn.

## Thông tin
Toàn tuyến có chiều dài là 666,79 km, trong đó đoạn tuyến xây dựng mới có chiều dài là 609,02 km, 57,77 km tận dụng từ những tuyến đường có sẵn. Đây là trục giao thông quan trọng chạy giữa Quốc lộ 1 và đường Hồ Chí Minh, kết nối 10 tuyến quốc lộ trong khu vực. Theo quyết định ngày 1 tháng 9 năm 2021 của Thủ tướng Chính phủ về việc phê duyệt Quy hoạch mạng lưới đường bộ thời kỳ 2021 - 2030, tầm nhìn đến năm 2050, tuyến đường Trường Sơn Đông thuộc danh sách các tuyến quốc lộ chính yếu ở khu vực Trung Bộ và Tây Nguyên. Đường Trường Sơn Đông dự kiến hoàn thành vào năm 2025.

## Lịch sử
- Trong thời kỳ Chiến tranh Việt Nam, Trung ương Đảng và Chủ tịch Hồ Chí Minh đã mở tuyến đường chi viện chiến lược Trường Sơn ở cánh Đông và cánh Tây, góp phần vào sự thắng lợi của chiến dịch Mùa Xuân 1975.
- Sau giải phóng, Quốc lộ 14 hình thành ở cánh phía Tây và được nâng cấp, mở rộng thành Đường Hồ Chí Minh. Ở cánh phía Đông, Chính phủ đã giao cho Bộ Tổng tham mưu – Bộ Quốc phòng triển khai xây dựng đường Trường Sơn Đông.
- Năm 2007, dự án chính thức khởi công xây dựng, chủ đầu tư là Bộ Tổng tham mưu – Bộ Quốc phòng với số vốn khoảng 10.000 tỷ đồng. Dự án trên dự kiến sẽ được hoàn thành vào năm 2025.[2][3]

Đường Trường Sơn Đông khi hoàn thành sẽ có vai trò đặc biệt quan trọng về chiến lược phòng thủ quốc gia, củng cố an ninh – quốc phòng. Ngoài ra tuyến đường đi qua những khu vực mà đồng bào dân tộc còn gặp nhiều khó khăn, do đó tuyến đường hoàn thành sẽ giúp khai thác tiềm năng của khu vực và phát triển kinh tế – xã hội.

## Sai phạm
Vào ngày 14 tháng 2 năm 2022, Sở Nông nghiệp và Phát triển Nông thôn Lâm Đồng nhận được văn bản báo cáo về việc Ban Quản lý dự án 46 tự ý mở đường Trường Sơn Đông qua Vườn quốc gia Bidoup – Núi Bà đoạn thuộc huyện Lạc Dương, tỉnh Lâm Đồng. Kết quả kiểm tra cho thấy, tại một phần của tiểu khu 22, 26 thuộc xã Đưng KNớ, Lạc Dương. Tổng chiều dài đoạn đường đã mở là 3.321 m, bề rộng trung bình 4 m. Trong đó đoạn dài 1.067 m nằm ngoài ranh giới đã chuyển mục đích sử dụng đất rừng đặc dụng sang mục đích đất đường giao thông. Tổng diện tích mở đường nằm ngoài ranh giới chuyển mục đích sử dụng đất là 4.268 m². Ngoài ra còn hai vị trí san ủi khác với tổng diện tích san ủi là 8.300 m². Sở Nông nghiệp và Phát triển Nông thôn Lâm Đồng đã nhận định rằng việc Ban Quản lý dự án 46 tự ý mở đường làm thiệt hại tài nguyên rừng ở địa phương khi chưa có sự quyết định của các cơ quan có thẩm quyền là sai quy định.